# 馬世莉
馬世莉（1959年6月14日—），台灣女藝人。以傻大姐形象和比例佳的雙腿聞名。
多年來堅持不婚，感情世界極度低調。因為身為家中唯一男丁的哥哥早逝，基於延續馬家香火的想法，將二姐的兒子過繼給未婚的馬世莉扶養。

## 演藝經歷

### 入行前的生活
其父是在1949年隨著中華民國國軍來台的士兵，當時一家七口住在台北市忠孝東路五段的眷村。當時每戶能夠拿到的國家配糧少，因為不夠吃，其兄便帶著四個妹妹，走30分鐘到松山慈祐宮吃救濟飯，但一戶也只能領五份且不是天天有；馬世莉的父母總是自己挨餓，讓孩子們去吃。而即使有配糧和救濟飯，但遇到需要現金時就無法應付。
其母當時常帶著孩子到天橋排隊，等著臨時工的空缺；也曾到肥皂工廠當女工，成天浸泡在強鹼中，因此雙手得到嚴重的皮膚病。才上小學的馬世莉看到媽媽的雙手，心裡非常傷心，上國中後就自己去蜜餞工廠打零工，希望能夠讓父母過得好。
直到馬世莉就讀育達商職，因為大姐在當時有名的「大使酒店」擔任會計，常在課後去歌廳找大姐的馬世莉，看著舞台上來來去去的大明星，幻想著自己有一天也能站上舞台唱歌，更希望能進演藝圈賺錢養家。即使家人反對，馬世莉還是決定闖進演藝圈努力打拚。
於是在尚未畢業之時，馬世莉到處參加歌唱比賽，雖然都能比進決賽，但總因為緊張失常始終沒得到簽約機會。直到18歲的她參加華視歌唱大賽，雖然又沒得獎，卻得到進演藝圈的機會，因為：時任華視總經理的梁孝煌在電視上看到馬世莉，交代華視的人與她聯絡。

### 初出茅廬
即使是貴人將馬世莉帶進演藝圈，但馬世莉都有把握入門後的每個機會。像在1970年代，綜藝節目需要穿插淨化歌曲，知名歌星並不喜歡唱，而因為梁孝煌夫婦的介紹，馬世莉全接下，況且一集的車馬費在當時也算不錯。
只是馬世莉當時體態太過豐腴，甚至被導播批評，而在華視上一輪通告後，沒有節目再請她唱歌。為此，馬世莉花一年時間減肥，同時也學唱歌和表演，終於從60公斤瘦到48公斤，加上更了解自己的優缺點，在鏡頭前表現大方，甚至自信秀腿。

### 嶄露頭角
除了主持約不斷，馬世莉也接到當時最夯的歌廳秀邀約。接到第一檔秀的價碼是新台幣2000元，連續唱4天就有8000元。之後馬世莉歡天喜地的捧著現金回家給母親，她覺得這是賺錢的好機會，便積極到處接秀；而酬勞是當場給現金，當時所賺的錢之盈餘統統給媽媽管理，自己絕不動用。1983年好不容易存下一小筆錢，並拿出30萬元現金加貸款250萬元，買下天母的一間房子，登記在母親名下，實現讓父母過好日子的心願。
因為每個月都得支付房貸，馬世莉更是拚命工作，幾乎每天跟著兩位助理，南來北往的跑遍大大小小歌廳秀，先是在主秀登台前唱歌串場，後來則在大歌星檔期銜接不上時擔任主秀。在巔峰時期，馬世莉一天要唱八場，一年唱300天以上。常常是早上工地秀結束後，匆匆趕赴歌廳唱下午場，晚上再繼續唱到凌晨。
除了唱秀場，此時的馬世莉亦有上電視節目通告。
因為當時的工地秀亦相當熱門，馬世莉成為胡瓜的固定班底，上電視、跑工地秀。跑工地秀自然認識很多建商，有一次在大家慫恿下在桃園縣買房子。馬世莉一口氣就買2戶共1000萬元，用30個月的時間還清貸款。出售時沒有幫馬世莉賺到什麼錢，但從此馬世莉開始用買房子逼自己存錢。

### 轉戰電視圈
趕場作秀的忙碌生活大概持續十年。1990年代隨著第四台解禁、歌廳秀沒落，馬世莉屬於當時少數成功轉戰電視圈的藝人。然而過去賺的錢也沒揮霍，因為困苦的童年使她特別珍惜賺來的每一塊錢。
但有陣子因為家務開支減輕，接秀高峰期錢賺多又快，馬世莉開始養成揮霍的壞習慣。雖被朋友和媽媽叨念過，但馬世莉完全聽不進去。直到1994年的過年期間收到信用卡帳單，發現自己莫名其妙在一個月內刷200多萬元。嚇了一大跳的她，自此開始節制消費，後來換屋還縮小更衣室空間，把多餘的衣服送給電視台員工。
至今馬世莉已參與許多戲劇演出及節目主持，並上過許多節目的通告。

## 個人生活
馬世莉除了父母，還有一個哥哥和三個姐姐。
其父是榮民。在2001年因為腦瘤壓迫神經，開刀失敗導致下半身行動不便，需坐輪椅。剛開始馬世莉在桃園縣南崁買下百坪獨棟透天厝、請菲傭就近照顧，平常沒事也常探望父親；但家中菲傭屢屢偷跑，遂將父親送去給香港的大姐代為看護，每月支付新台幣十萬元看養費，並往返港台兩地。父親在2006年9月底因感冒引發肺部感染過世。
其兄亦因心肌梗塞過世。

## 主持作品
| 年份              | 頻道             | 節目                            | 備註                                          |
| ----------------- | ---------------- | ------------------------------- | --------------------------------------------- |
|                   | 台視             | 《彩虹假期》                    | 與高凌風、賀一航、沈玉琳→檢場、姚黛瑋、陳凱倫 |
|                   | 台視             | 《週五狂歡夜》                  | 與羅時豐                                      |
|                   | 中視             | 《歡唱福爾摩莎》                | 與黃安                                        |
|                   | 八大第一台       | 《神出鬼沒》                    | 與侯昌明                                      |
|                   | 華視             | 《歡樂外景隊》                  | 與崔苔菁、張琍敏、丁曉慧、黃仲崑              |
|                   | 華視             | 《飛揚的季節－夏之戀》          | 與楊烈                                        |
|                   | 華視             | 《勁歌金曲五十年》→《勁歌金曲》 | 與黃安                                        |
|                   | MUCH TV          | 《台灣樂麗屋》                  |                                               |
|                   | MUCH TV          | 《婆婆媽媽發財車》              |                                               |
|                   | MUCH TV          | 《樂透研究院》                  | 代班主持                                      |
|                   | 華視             | 《陽光、綠野、攝影棚》          | 第四代主持                                    |
| 1989年7月－1990年 | 華視             | 《雙星報喜》                    | 與李天柱→林光寧                               |
| 1997年－2002年    | 三立台灣台       | 《黃金夜總會》                  | 與余天、澎恰恰、許效舜                        |
|                   | 東森綜合台       | 《鑽石點唱秀》                  | 代班主持，與陽帆                              |
|                   | 力霸友聯U2綜合台 | 《膽大包天》                    | 與焦志方                                      |
|                   | 中天娛樂台       | 《在地好料理》                  |                                               |

## 演出作品

### 電影
| 年份   | 片名               | 飾演   |
| ------ | ------------------ | ------ |
| 1981年 | 《終身大事》       |        |
| 1983年 | 《鄉下阿郎》       |        |
| 1984年 | 《朋友兄弟》       |        |
| 1984年 | 《獵豔高手》       |        |
| 1985年 | 《七隻狐狸》       |        |
| 1988年 | 《記得當時年紀小》 | 花招男 |

### 電視劇
| 年份           | 頻道                   | 劇名               | 飾演       |
| -------------- | ---------------------- | ------------------ | ---------- |
| 1985年         | 華視                   | 《愛情慢跑》       | 佩珍       |
| 1986年         | 華視                   | 《我在戀愛》       | 田蜜蜜     |
| 1987年         | 華視                   | 《風蕭蕭》         | 宮間美子   |
| 1994年         | 華視                   | 《甜蜜家族》       |            |
| 1995年         | 中視                   | 《今夜作夢也會笑》 | 馬婷婷     |
| 1996年         | 台視                   | 《臺灣演義》       | 顧媽媽     |
| 1996年－1997年 | 華視                   | 《紅樓夢》         | 尤三姐     |
| 1997年－1998年 | 中視                   | 《大姐當家》       | 馬敏敏     |
| 2004年         | 台視                   | 《兄弟姊妹》       | Gina       |
| 2005年         | 東森                   | 《好美麗診所》     | 蕭玫瑰     |
| 2006年         | 華視                   | 《超級拍檔》       | 安陳春美   |
| 2006年         | 公視                   | 《住左邊住右邊》   | 客串       |
| 2007年         | 八大綜合台、華視       | 《熱情仲夏》       | 蔡姐       |
| 2008年－2009年 | 八大綜合台、中視       | 《我的億萬麵包》   | 法蘭克之母 |
| 2008年－2009年 | 華視                   | 《王子看見二公主》 | 劉小月     |
| 2011年         | 八大綜合台、民視       | 《旋風管家》       | 莎莎姨     |
| 2011年         | 八大綜合台、民視       | 《我可能不會愛你》 | 總經理     |
| 2012年         | 三立都會台、東森綜合台 | 《我們發財了》     | 程婉玲     |
| 2013年         | 三立都會台、東森綜合台 | 《我的自由年代》   | 馬麗       |

## 獎項
| 年份   | 獲提名         | 獎項                             | 結果 |
| ------ | -------------- | -------------------------------- | ---- |
| 2001年 | 《黃金夜總會》 | 第36屆金鐘獎娛樂綜藝節目主持人獎 | 提名 |

## 外部連結
- 長腿姐姐馬世莉的Facebook專頁
- 馬世莉在互联网电影资料库（IMDb）上的資料（英文）
- 馬世莉在香港影庫上的簡介